# موزه استقلال آذربایجان
موزه استقلال آذربایجان (به ترکی آذربایجانی: Azərbaycan İstiqlal Muzeyi) موزه‌ای می‌باشد، که اشیای نمایشی متعلق به جنبش ملی آزادی در جمهوری آذربایجان در آنجا نگهداری می‌گردد.
این موزه در ۹ ژانویه سال ۱۹۹۱ به تأسیس رسیده‌است. آنگاه موزه فقط دارای ۷۰۰۰ اشیای نمایشی بود؛ ولی با مرور زمان، تعداد آن‌ها تا ۲۰۰۰۰ اشیای نمایشی فزونی پیدا کرد. آن‌ها در ۶ نمایشگاه جداگانهٔ موزه به نمایش گذاشته می‌شوند.
نمایشگاه موزه نقاشی‌ها و مجسمه‌سازی‌ها، نقشه‌ها، عکس‌ها، کتب، اسکناس‌ها، و غیره را که منتسب به جریان آزادی مردم آذربایجان می‌باشند، در معرض نمایش می‌گذارد. هر از گاهی، نمایشگاه‌ها و رویدادهای مطلبی در رابطه با سوانح تاریخی مختلفی در نمایشگاه موزه برگزار می‌گردند.

## تاریخ موزه
در واقع، تاریخ این موزه به سال‌ها پیش، یعنی به سال ۱۹۱۹ بازمی‌گردد. زیرا اولین موزه دولتی آذربایجان، موزه استقلال محسوب می‌شود. موزه استقلال که، در ۷ دسامبر سال ۱۹۱۹ بمناسبت اولین سالگرد تأسیس پارلمان جمهوری دمکراتیک آذربایجان راه‌اندازی شده‌بود، روی هم رفته چند ماه توانست فعالیت کند. موزه پس از برقراری حکومت شوروی در آذربایجان در ۲۸ مه سال ۱۹۲۰ تعطیل شد.
این موزه ۷۱ سال بعد، پس از کسب استقلال آذربایجان، فعالیت خود را از سرگرفت. پس در ۹ ژانویه سال ۱۹۹۱ موزه استقلال آذربایجان دوباره بنیان‌گذاری شد. با آنکه هیچ اشیای نمایشی از موزه تأسیس شده در سال ۱۹۱۹ به جای نمانده‌بود، این موزه که، در دوران پسا استقلال بازگشایی شد، واری معنوی موزه سال ۱۹۱۹ گردید.

## هدف موزه
هدف اصلی از تأسیس موزه استقلال آذربایجان این بود که، رخدادهای مهم اتفاق افتاده در صحن فرهنگی و تاریخی مردم آذربایجان از دوران باستان تا به حال و راه مبارزه فداعیان مردم آذربایجان که همواره برای استقلال مردمشان جدگیده‌اند، به‌طور گسترده تبلیغ گردند. موزه واجد شش نمایشگاه می‌باشد. در این نمایشگاه‌ها حوادث مختلفی که در طول تاریخ آذربایجان رخ داده‌اند، بازتاب یافته‌اند.

## نمایشگاه اول
در نمایشگاه اول اسناد و مدارکی مربوط به نمادهای دولتی، پرچم سه‌رنگی کشور، نشان ملی، سرود ملی، قانون اساسی کشور وجود دارند. در این سالن اسنادی مربوط به نیمه دوم قرن ۱۸ در رابطه با تقسیم شدن آذربایجان به خانات، جنگ‌هایی که میان ایران و روسیه برای اشغال سرزمینهای آذربایجان به وقوع پیوسته و بسته شدن عهدنامه گلستان ترکمنچای به نمایش درآمده‌اند.
در نتیجه اشغال جزو قره‌باغ جمهوری آذربایجان از سوی ارمنستان، ۲۲ موزه در کنار دیگر آثار فرهنگی متعلق به مردم آذربایجان نیز در تحت اشغال به سر می‌برند و اشیای نمایشی غنی آن‌ها توسط نیروهای متصرف مورد دستبرد و غرت قرار گرفته‌اند. فقط برخی از اشیای نمایشی که هنگام وقوع جنگ قره‌باغ از موزه‌های تاریخ و قومشناسی شهرستان‌های جبراییل و فضولی به باکو منتقل شده‌اند، در این موزه به نمایش گذاشته شده‌اند.

## نمایشگاه دوم
نمایشگاه دوم حاوی مطالبی منسوب به مرحله‌ای از نیمه دوم قرن ۱۹ تا اویل قرن ۲۰ می‌باشد. این فاز از نظر تاریخ یک وهله کوتاهی ولی به لحاظ ماهیتش از آهمیت بسزایی برخورداراست. در این مرحله، فرهنگ، علم و صنعت نفت جمهوری آذربایجان توسعه یافته و ساختمان‌ها، مدارس، تئاترها، بیمارستان‌ها و کاخ‌های زیبای جدیدی از سوی میلیونرهای نفتی ساخته شده‌اند. مطالبی در رابطه با همان دور تاریخی در این بخش نمایش داده می‌شوند.
در قسمتی دیگر از این نمایشگاه، عکس‌ها و مطالب بایگانی مرتبط با نسل‌کشی مردم آذربایجان از سوی ارامنه در ۳۱ مارس سال ۱۹۱۸ به نمایش درمی‌آیند.
جای وسیعی به اشیای نمایشی متعلق به جمهوری دموکراتیک آذربایجاین در این نمایشگاه اختصاص یافته‌است.

## نمایشگاه سوم
نمایشگاه سوم موزه به جنبش‌های ملی آزادی از جمله جنبش مشروطه فی‌مابین سال‌های ۱۹۰۵ تا ۱۹۱۱، جنبش شیخ محمد خیابانی در بین سال‌های ۱۹۱۷ تا ۱۹۲۰ و جنبش ۲۱ آذر در میان سال‌های ۱۹۴۱ الی ۱۹۴۵ (به رهبری سید جعفر پیشه‌وری) اختصاص دارد. بسیاری از مطالب موجود در این نمایشگاه با کمک شخصی به‌نام «لطف علی اردبیلی»، یکی از اعضای جنبش ۲۱ آذر پیدا شده‌اند.

## نمایشگاه چهارم
نمایشگاه چهارم عبارت از ۲ قسمت است. در قسمت اول اطلاعاتی در مورد افراد سرشناس آذربایجانی که، در میان سال‌های ۳۰ الی ۴۰ قرن ۲۰ دستخوش سیاست‌های سرکوبگرایانه شوروی سابق گشته‌اند، ارائه می‌شود.
در بخش دوم این نمایشگاه اطلاعاتی دربارهٔ رشادت و شجاعت مردم آذربایجان که، در طول جنگ جهانی دوم (۱۹۴۱ الی ۱۹۴۵) از خود نشان داده‌اند، به بازدیدکنندگان ارائه می‌شود. اشیای نمایشی همچون اسلحه‌ها، مهمات منفجر نشده، چاپگر، دستگاه تلگراف «مورته» و بیسیم‌ها مورد توجه بسزای همه بازدیدکنندگان واقع می‌شوند.

## نمایشگاه پنجم
نمایشگاه پنجم به جنگ قره‌باغ اختصاص یافته‌است.

## نمایشگاه ششم
۱۵ ژوئن سال ۱۹۹۳ که روز برگشت حیدر علی‌اف از نخجوان به باکو است، هر سال به‌منزلهٔ «روز ملی نجات» در جمهوری آذربایجان برگزار می‌شود. تالار ششم موزه نیز به این موضوع می‌پردازد.
چند نقاشی از نقاشان برجسته آذربایجانی نیز در کنار اشیای نمایشی یاد شده در این موزه به نمایش گذاشته می‌شوند.